# Lino Červar
Lino Červar (Vrsar, 1950. szeptember 22. –) horvát kézilabdázó, edző, politikus. 2003 és 2007 között a Szábor, a Horvát Köztársaság parlamentjének tagja.

## Pályafutása

### Klubcsapatokkal
Lino Červar kisebb - akkor még - jugoszláv, majd horvát csapatoknál kezdte edzői pályafutását, 1994-től 2000-ig pedig az olasz válogatott szövetségi kapitánya volt. Irányításával jutott ki a csapat az 1997-es férfi kézilabda-világbajnokságra és szerepelt a hazai rendezésű 1998-as férfi kézilabda-Európa-bajnokságon. Az RK Zagreb vezetőedzőjeként 2001-ben és 2002-ben megnyerte a horvát Premijer Ligát. A Papillon Conversanóval 2003-ban olasz bajnokságot nyert, Zágrábba való visszatérése után pedig 2005 és 2009 között minden évben bajnok és kupagyőztes lett. A Kupagyőztesek Európa-kupája döntőjét a spanyol CB Ademar León ellen veszítették el a 2004-2005-ös idényben. 2009-től ő lett az edzője a feltörekvő macedón Metalurg Szkopjének, akikkel 2010-ben, 2011-ben, 2012-ben és 2014-ben a bajnoki aranyat és kupagyőzelmet ünnepelhetett, valamint a 2012–2013-as és az egy évvel későbbi Bajnokok Ligája sorozatban a negyeddöntőbe juttatta a csapatot.

### A válogatottal
A horvát válogatottal 2003-ban világbajnokságot, 2004-ben olimpiát nyert. 
2016 és 2017 között rövid ideig a macedón válogatott szövetségi kapitánya volt.
2017 márciusában, miután Željko Babić távozott, visszatért a horvát válogatott élére és ő irányította acsapatot a hazai rendezésű Európa-bajnokságon. A 2018-as Európa-bajnokságon 5., a 2019-es világbajnokságon hatodik lett a horvát csapat. 2018 júliusában Mediterrán játékokat nyert a csapattal Tarragonában. A 2020-as Európa-bajnokságon ezüstérmet szerzett a horvátokkal, a kontinenstorna döntőjében Spanyolországtól szenvedett vereséget a Červar irányította csapat.
Két periódusban összesen kétszázötven mérkőzésen irányítota a horvát nemzeti csapatot. A 2021-es világbajnokságon, az Argentínától elszenvedett középdöntős vereséget követően lemondott posztjáról.

## Magánélete
Lino Červar egy szegény, katolikus családban született Vrsar közelében, Delićban. 1971-ben diplomázott a pulai Pedagógiai Akadémián. 2003-tól 2007-ig a horvát parlament tagja volt.